# Gelindo Bordin
Gelindo Bordin (Vicenza, 2 de abril de 1959) é um ex-fundista italiano, campeão da maratona nos Jogos Olímpicos de Seul em 1988.
Seu primeiro resultado internacional expressivo foi conseguido no Campeonato Europeu de Atletismo em 1986, quando conquistou a medalha de ouro na maratona. No ano seguinte, no Campeonato Mundial de Atletismo em Roma, Gelindo ficou com a terceira colocação e a medalha de bronze.
Seul 1988 foi o ápice da carreira do corredor italiano. Correndo a prova num ritmo conservador junto aos líderes africanos até os cinco quilômetros finais, Bordin disparou na altura dos 40 km para cruzar a linha de chegada do estádio olímpico como primeiro italiano a vencer a maratona em Olimpíadas. Oitenta anos antes, outro italiano, Dorando Pietri, num dos momentos mais famosos da história dos Jogos, também completou a prova em primeiro lugar, mas ajudado pelos fiscais nos últimos metros devido à sua completa exaustão e desorientação, acabou desclassificado. Bordin ofereceu sua vitória a ele.
Em abril de 1990 ele se sagrou o primeiro e único campeão olímpico a vencer a Maratona de Boston e quatro meses depois defendeu com sucesso seu título europeu ganhando novamente a medalha de ouro em Split, na antiga Iugoslávia.
Após uma tentativa sem sucesso de conquistar o bicampeonato olímpico em Barcelona 1992, devido a uma distensão muscular na metade da prova que o fez abandonar a corrida, Gelindo Bordin retirou-se do atletismo.